# さよならを教えて (久松史奈の曲)
「さよならを教えて」（さよならをおしえて、英語表記：SAYONARA O OSHIETE）は、久松史奈の8枚目のシングル。

## 内容
TBS系『噂の!東京マガジン』エンディングテーマ。
カップリング「ONE NIGHT STAND」は、シングル収録曲での初の自作曲である。

## 収録曲
全作詞：久松史奈
1. さよならを教えて
作曲：立花瞳　編曲：瀬尾一三
2. ONE NIGHT STAND
作曲：久松史奈　編曲：難波正司
3. さよならを教えて (inst.)

## 参加ミュージシャン
- 今剛 - ギター
- 美久月千晴 - ベース
- 長谷部徹 - ドラム